# Albotachardina yunnanensis
Albotachardina yunnanensis är en insektsart som beskrevs av Zhang 1992. Albotachardina yunnanensis ingår i släktet Albotachardina och familjen Kerriidae. Inga underarter finns listade i Catalogue of Life.